# LAPB

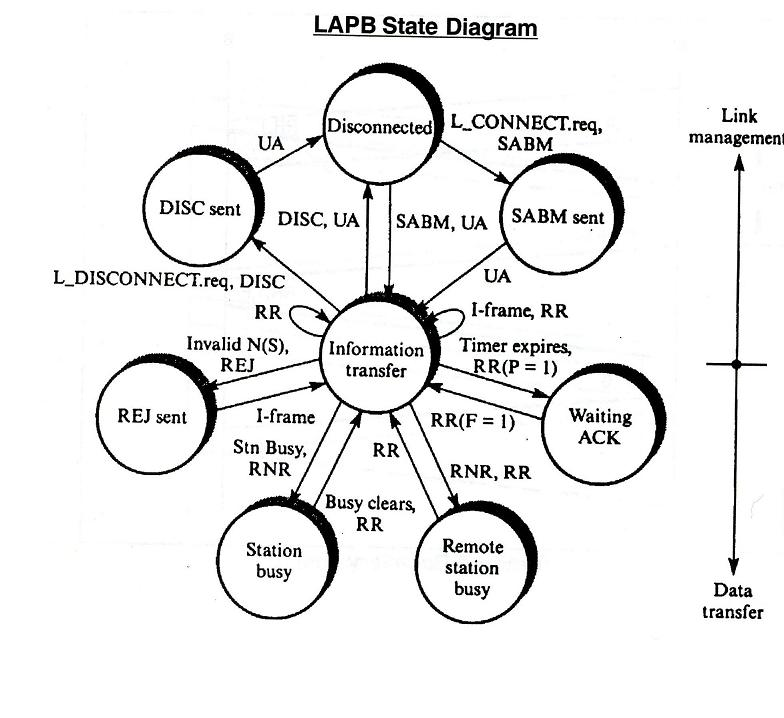
Діаграма станів протоколу LAPB

LAPB — (англ. Link Access Procedure, Balanced) — протокол канального рівня, що використовується у технології X.25. LAPB є біт-орієнтованим протоколом, що походить від HDLC. Мета LAPB — безпомилкове передавання фреймів у коректній послідовності. Даний протокол може використовуватися як протокол канального рівня OSI; відповідна рекомендація ITU-T має номер X.222.
У мережі X.25 LAPB відповідає за передачу і приймання фреймів між обладнанням DTE і DCE; причому ініціювання з'єднання може виконуватись будь-якою зі сторін. Після встановлення з'єднання апарат, що його ініціював, вважається первинним (primary), а інший — вторинним (secondary).

## Структура протоколу

### Типи фреймів
- I-фрейми (інформаційні, англ. Information frames): є носієм пакетів вищого рівня, а також деякої керуючої інформації. Функції I-фреймів: секвенсування (містять номер послідовності для пакетів, що передаються і приймаються), контроль потоку, виявлення помилок і їх корекція.
- S-фрейми (керувальні, англ. Supervisory Frames): передають керувальну інформацію. Їх функції: запит на початок і призупинення передачі, повідомлення про стан з'єднання, а також підтвердження прийому I-фреймів. S-фрейми містять номер послідовності лише для пакетів, що приймаються.
- U-фрейми (ненумеровані, англ. Unnumbered Frames): також передають керуювальну інформацію. Функції U-фреймів: встановлення і завершення з'єднання, повідомлення про помилки. U-фрейми не несуть номера послідовності.